# Husöfjärden
Husöfjärden este o arie protejată (arie specială de conservare — SAC, sit de importanță comunitară — SCI) din Finlanda întinsă pe o suprafață de 72,88 ha, integral pe uscat.

## Localizare
Centrul sitului Husöfjärden este situat la coordonatele 60°16′41″N 19°50′15″E / 60.278056°N 19.8375°E.

## Înființare
Situl Husöfjärden a fost declarat sit de importanță comunitară în mai 2000 pentru a proteja un număr necunoscut de specii din flora spontană și fauna sălbatică aflate în arealul zonei. Situl a fost protejat și ca arie specială de conservare în decembrie 2015.

## Biodiversitate
Situată în ecoregiunea boreală, aria protejată conține 1 habitat natural: Lagune de coastă.
La baza desemnării sitului se află un număr nedeclarat de specii protejate.
Pe lângă speciile protejate, pe teritoriul sitului au mai fost identificate 1 specie de păsări.